# Dia dos Solteiros
O Dia dos Solteiros ou Guanggun Jie (em chinês: 光棍节) é um festival de entretenimento comemorado na China para celebrar o orgulho em ser solteiro, a data de 11 de novembro (11/11) foi escolhida pelo fato do número 1 representar uma pessoa sozinha. Recentemente, o festival virou um dos principais dias de comércio on-line no mundo.
O dia se originou na Universidade de Nanquim em 1993, inicialmente somente entre os homens, sendo um evento popular em universidades chinesas durante a década. A data serve para a socialização entre solteiros, contando com eventos encontro às cegas para que as pessoas abandonem a vida de solteiros. O ano de 2011 marcou o chamado "Dia dos Solteiros do Século" (11/11/11) com várias ações promocionais do varejo em relação ao evento, visando, principalmente, atrair jovens consumidores.
Em 28 de dezembro de 2012 o Alibaba Group registrou o termo 双十一 (duplo 11), sendo um dos principais sítios de venda do junto com seus outros sites Tmall e o Taobao. Em 2013 as vendas chegaram a US$5,8 bilhões, em 2014 a US$9,3 bilhões em 2014 e a 14,3 bilhões em 2015.